# Cootie Williams

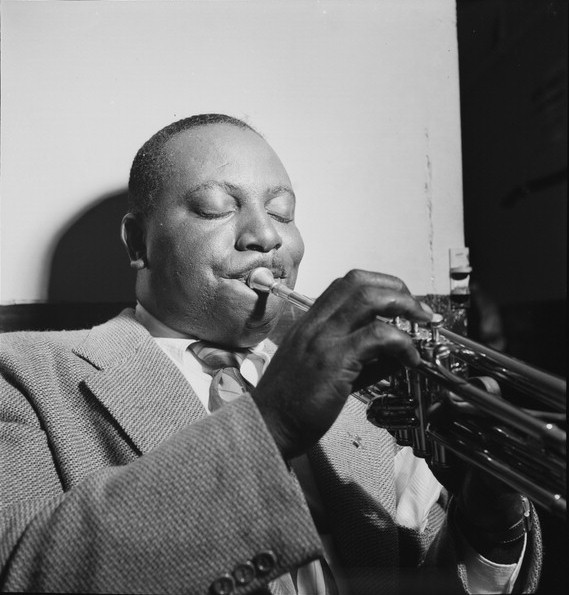
Cootie Williams.
Fotografie von William P. Gottlieb.

Charlie Melvin „Cootie“ Williams (* 10. Juli 1911 in Mobile, Alabama; † 15. September 1985 in Long Island in New York City) war ein US-amerikanischer Jazztrompeter.

## Leben
Williams war weitgehend Autodidakt und spielte schon früh in Territory Bands im Süden der USA, wie dem Orchester von Alonzo Ross, mit dem er 1928 nach New York kam. Danach sammelte er erste Erfahrungen mit den Bands von Fletcher Henderson, Chick Webb und James P. Johnson, bevor er 1929 zur Band von Duke Ellington stieß, wo er Bubber Miley ersetzte, der die Band kurz zuvor verlassen hatte. In dem 1930 entstandenen Song „Ring Dem Bells“ war er auch als Scatsänger zu hören. Cootie Williams blieb bis 1940 bei Ellington, wo er rasch zu einem der wichtigsten Musiker in der hochkarätigen Besetzung der Band wurde. Seine Soli prägten zahlreiche Ellington-Aufnahmen der 1930er Jahre wie „Saratoga Swing“, „Ring Dem Bells“ und dem „Concerto for Cootie“ (1940), das als „Do Nothing Till You Hear from Me“ zu einem bekannten Jazz-Standard werden sollte.
In diesem Jahrzehnt machte er auch mit einer eigenen, überwiegend aus Ellington-Musikern bestehenden Studio-Formation namens Cootie Williams and his Rug Cutters eine Reihe bemerkenswerter Aufnahmen (erschienen auf The Duke’s Men), außerdem wirkte er an Sessions von Billie Holiday mit. Williams wurde so stark mit dem Duke Ellington Orchestra verbunden, dass sein Weggehen unter den Jazzfans dieser Epoche einen regelrechten Schock auslöste.
Er folgte einem lukrativen Angebot von Benny Goodman, bei dem er rund ein Jahr blieb und sowohl in der großen Band als auch im Sextett spielte. Zwischen 1941 und 1962 leitete Cootie Williams eine Reihe eigener Big Bands (Cootie Williams and His Orchestra) und Combo-Besetzungen, bei denen zeitweise auch später bekannte Musiker wie Eddie „Lockjaw“ Davis, Eddie „Cleanhead“ Vinson, Sam „The Man“ Taylor und Bud Powell, spielten. Weitere Vokalisten in seinen Bands waren Pearl Bailey und Williams selbst. Zu seinen frühen Sessions unter eigenem Namen gehören die Septett-Aufnahmen vom Mai 1941, als er mit einer frontline aus Posaune sowie Alt- und Baritonsaxophonen mit einer Rhythmusgruppe aus Jo Jones, Johnny Guarnieri und Artie Bernstein „West End Blues“ und „Blues in My Condition“ einspielte, die der Allmusic zu seinen bedeutendsten Schallplatten zählt.
Cleanhead Vinson selbst etablierte sich mit der Einspielung von „When My Baby Left Me“ vom April 1942 als moderner Blues-Vokalist. In dieser Zeit entstand auch Cootie Williams´ Titel „Fly Right“, der später unter dem Titel „Epistrophy“ bekannt wurde und als Komponisten sowohl Thelonious Monk, Kenny Clarke als auch Williams ausweist. Mit weiteren Titeln wie „Floogie Boo“ zeigte der Trompeter seine Nähe zu den damals aktuellen Strömungen des Modern Jazz, arbeitete mit jungen Musikern wie Bud Powell, Eddie „Lockjaw“ Davis und Charlie Parker. 1944 hatte er zwei Nummer-1-Hits in den Billboard Top 30 mit der Harold-Arlen-Nummer „Tess´s Torch Song (I Had a Man)“ (#19) und dem „Red Cherry Blues“ (#23), den Pete Johnson und Joe Turner 1939 geschrieben hatten.
Mit „Blue Garden Blues“ schuf er 1945 eine moderne Bigband-Fassung des alten Standards „Royal Garden Blues“.
Cootie Williams nahm dann mit seinem Orchester von 1946 und 1949 zahlreiche 78er für Capitol, Majestic und Mercury auf; in seiner Band sangen R&B-Vokalisten wie Bob Merrill, Billy Matthews und Eddie Mack. Es entstanden Aufnahmen nach den erfolgreichen Vorbildern Louis Jordan und Wynonie Harris wie „Inflation Blues“, der eine Version von „Let the Good Times Roll“ war, „Save the Bones for Henry Jones“, „I Should O' Been Thinking Instead of Drinkin“ oder „Gator Tail“. Neben diesen R&B-Nummern entstanden auch einige Balladen, „I Can’t Get Started“ und „I Want to Be Loved“ sowie Orchester-Nummern in Ellington-Manier wie „Rhapsody in Bass“.
Aus finanziellen Gründen war Cootie Williams gezwungen, die Bigband am Ende der Dekade auf ein kleineres Ensemble zu reduzieren. Anfang der 1950er Jahre spielte sie aktuellen Rhythm and Blues; daneben wirkte er 1957 an einigen Mainstream Jazz Aufnahmen mit Rex Stewart mit (“The Big Challenge”), ferner spielte er in dieser Zeit mit Coleman Hawkins, Bud Freeman, Lawrence Brown und Hank Jones. 1958 entstand das Bigband-Album In Hi-Fi, u. a. mit Billy Byers, Bobby Byrne, Eddie Safranski und Don Lamond. 1962 kehrte Cootie Williams zur Band von Duke Ellington zurück, um dort erfolgreich seine alte Rolle wieder aufzunehmen. Ellington stellte den Trompeter mit „New Concert For Cootie“, „The Shepherd“ und „Portrait Of Louis Armstrong“ heraus. Er blieb bis zu Ellingtons Tod in der Band und spielte auch danach noch gelegentlich mit dem von dessen Sohn Mercer geleiteten Orchester.

## Bedeutung
Cootie Williams ist einer der bedeutendsten und kreativsten Jazztrompeter der Swing-Ära. Sein Spiel stand (wenn er ohne Dämpfer spielte) unter dem Einfluss von Louis Armstrong, sein Markenzeichen aber wurde sein Growl-Spiel mit dem Plunger-Dämpfer, mit dem er den von Bubber Miley begründeten Stil perfektionierte und über Jahrzehnte fortführte.

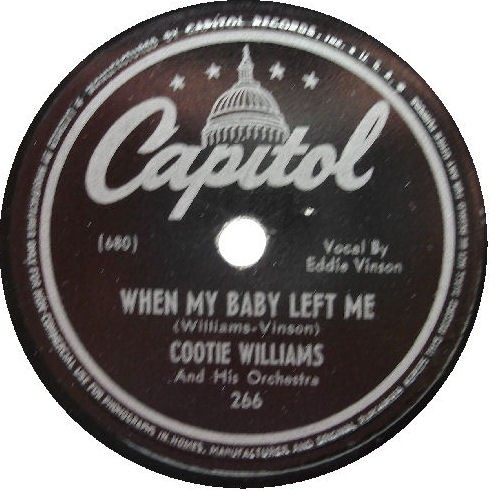
78er von Cootie Williams mit Eddie „Cleanhead“ Vinson: „When My Baby Left Me“ vom April 1942

## Diskographische Hinweise
- Sextet and Big Band 1941-1944 (Jazz Archives)
- Cootie Williams 1941-1944 (Classics) mit Eddie Cleanhead Vinson, Eddie Lockjaw Davis, Johnny Guarnieri, Bud Powell, Artie Bernstein
- Cootie Williams 1945-1946 (Classics) mit Eddie Vinson, Sam „The Man“ Taylor, Johnny Mercer
- Cootie Williams 1946-1949 (Classics) Willis „Gator“ Jackson, Mundell Lowe
- Cootie and Rex (Jazztone, 1957)
- The Big Challenge (Fresh Sound, 1957) mit Rex Stewart, Coleman Hawkins, J. C. Higginbotham, Hank Jones, Milt Hinton, Gus Johnson
- Cootie Williams in Hi-Fi (RCA, 1958)
- Cootie Williams & Wini Brown: Around Midnight (Jaro, 1960)
- The Solid Trumpet of Cootie Williams (Moodsville, 1962)